# فوازير رمضان
فوازير رمضان حلقات تليفزيونيه استعراضيه كانت تعرض في شهر رمضان علي بعض القنوات العربية، وهي عبارة عن فوازير أو (أحجية) كان يتم فيها توزيع جوائز للفائزين، بدأت في فترة الستينيات واستمرت حتى مطلع الألفية لجديدة. شارك فيها العديد من الممثلين المصريين المعروفين مثل: فؤاد المهندس وثلاثي اضواء المسرح ونيللي وشيريهان وغيرهم.

## تاريخها
كانت بداية فوازير رمضان بالإذاعة المصرية على يد الإعلاميتين: آمال فهمي وسامية صادق، حيث كانت عبارة عن أسئلة ويقوم المشاركون بإرسال الإجابات عبر البريد. ثم انتقلت الفكرة إلى التليفزيون بعد عام واحد من انطلاقه عام 1961 حيث ظهرت فوازير الأمثال (على رأي المثل) وكانت عبارة عن فقرة درامية يذكر فيها أحد الأمثال ويقوم المشاركون بإرسال الإجابة الصحيحة. 
بدأت فكرة الفوازير التي كانت خليطاً بين الدراما والاستعراض 1967 على يد المخرج محمد سالم وفرقة ثلاثي أضواء المسرح (المكونة من سمير غانم وجورج سيدهم والضيف أحمد) وكانت أول فوازير عربية، ثم قدمتها الممثلة نيللي منذ عام 1975 وحتى 1981، ثم قام باخراجها فهمي عبدالحميد بشكل مستمر، وفي عام 1982 ابتكر فهمي عبد الحميد شخصية فطوطة، والتي قدمها سمير غانم في الفوازير حتى 1984 حتى توفي فهمي عبد الحميد عام 1990.
وفي العام التالي قدمت الفنانة شريهان فوازير ألف ليلة وليلة التي عرضت حتي 1988، ثم كانت فوازير المناسبات بطولة صابرين، وهالة فؤاد، ويحيي الفخراني، وفي عام 1989 كانت فوازير الفنون من بطولة شيرين رضا، ومدحت صالح.. وتوفي المخرج فهمي عبد الحميد أثناء تصوير فوازير عالم ورق لنيللي في يناير 1990 واستكملها مساعده جمال عبد الحميد، وقدمت نيللي في 1991 فوازير عجايب صندوق الدنيا، وأم العريف في 1993، ثم كانت فوازير قيس وليلى بطولة محمد الحلو وشيرين وجدي في 1994، ثم حاجات ومحتاجات بطولة شريهان في 1994، وقدمت نيللي الدنيا لعبة وزي النهاردة في العامين التاليين، وفي 1997 قدمت الفنانة جيهان نصر فوازير الحلو مايكملش،
وطوال السنوات الألفية الجديدة حدثت بعض المحاولات لتقديم فوازير جديدة لكن لم تزد عن مجرد اقتراحات ولم تدخل حيز التنفيذ، منها فوازير (مع مريام) اللبنانية ميريام فارس إخراج أحمد المناويشي وفوازير (اتفرج ياسلام) بطولة الوجه الجديد نسمة ممدوح وإخراج محمد رمضان على قنوات خاصة بعيدا عن التليفزيون المصري الذي ارتبطت به الفوازير منذ نصف قرن.

## قائمة الفوازير التي قدمت حتى الآن
| السنة         | اسم الفوازير                                                                                             | المؤدي                                              |
| ------------- | --- | --------------------------------------------------- |
| 1960          | فوازير الإذاعة                                                                                           | آمال فهمي وسامية صادق                               |
| 1961          | فوازير الأمثال (علي رأي المثل)                                                                           | امال فهمى                                           |
| 1967 حتى 1970 | فوازير رمضان                                                                                             | فرقة ثلاثي أضواء المسرح                             |
| 1975 حتى 1981 | صورة وفزورة، صورة وفزورتين، صورة وثلاث فوازير، صورة وثلاثين فزورة، انا وانت فزورة عروستي1980 الخاطبة1981 | نيللي                                               |
| 1982 حتى 1984 | فوازير فطوطة                                                                                             | سمير غانم - فهمي عبد الحميد                         |
| 1985          | فوازير شيريهان الف ليله وليله عروس البحور                                                                | شريهان                                              |
| 1986          | فوازير شيريهان الف ليله وليله الامثال                                                                    | شريهان                                              |
| 1988          | المناسبات                                                                                                | صابرين وهالة فؤاد ويحيى الفخراني                    |
| 1989          | الفنون                                                                                                   | شيرين رضا ومدحت صالح                                |
| 1990          | عالم ورق                                                                                                 | نيللي                                               |
| 1991          | عجايب صندوق الدنيا                                                                                       | نيللي                                               |
| 1992          | أم العريف                                                                                                | نيللي                                               |
| 1993          | قيس وليلي                                                                                                | محمد الحلو وشيرين وجدي                              |
| 1993          | حاجات ومحتاجات                                                                                           | شريهان                                              |
| 1994          | إحنا فين؟                                                                                                | سماح أنور                                           |
| 1995          | الدنيا لعبة                                                                                              | نيللي                                               |
| 1996          | زي النهاردة                                                                                              | نيللي                                               |
| 1997          | الحلو مايكملش                                                                                            | جيهان نصر                                           |
| 1997          | جيران الهنا                                                                                              | وائل نور ونادين                                     |
| 1998          | منستغناش                                                                                                 | نادين                                               |
| 1998          | أبيض وأسود                                                                                               | دينا وأشرف عبد الباقي ومحمد هنيدي وعلاء ولي الدين   |
| 1999          | قيمة وسيما                                                                                               | لوسي                                                |
| 2000          | أبيض وأسود كمان                                                                                          | لوسي وأشرف عبد الباقي ومحمد هنيدي                   |
| 2001          | ألف ليلة وليلة                                                                                           | نيللي                                               |
| 2002          | حلم ولا علم                                                                                              | نيللي كريم                                          |
| 2002          | العيال اتجننت                                                                                            | ياسمين عبد العزيز ومحمد سعد وعبد الله محمود         |
| 2003          | فرح.. فرح                                                                                                | مدحت صالح وغادة عبد الرازق                          |
| 2013          | مسلسليكو                                                                                                 | محمد هنيدي                                          |
| 2022          | فوازير منير أفندي العابر للأزمان                                                                         | أسامة عبد الله - رحاب حسين - فكرة وإخراج: أحمد صالح |

وتم تقدم بعدها فوازير الا بعض المحاولات المتواضعة في بعض السنوات تتبع قنوات خاصة والسبب هو إحجام المنتجين عنها بسبب ارتفاع تكلفتها الانتاجية وعدم توفر فنانة استعراضية مناسبة.

## روابط خارجية
- سلسلة فوازير شيريهان- علي يوتيوب